# La Villedieu (Charente Marittima)
La Villedieu è un comune francese di 226 abitanti situato nel dipartimento della Charente Marittima nella regione della Nuova Aquitania.

## Società

### Evoluzione demografica
Abitanti censiti